# Jerzy Owsiak

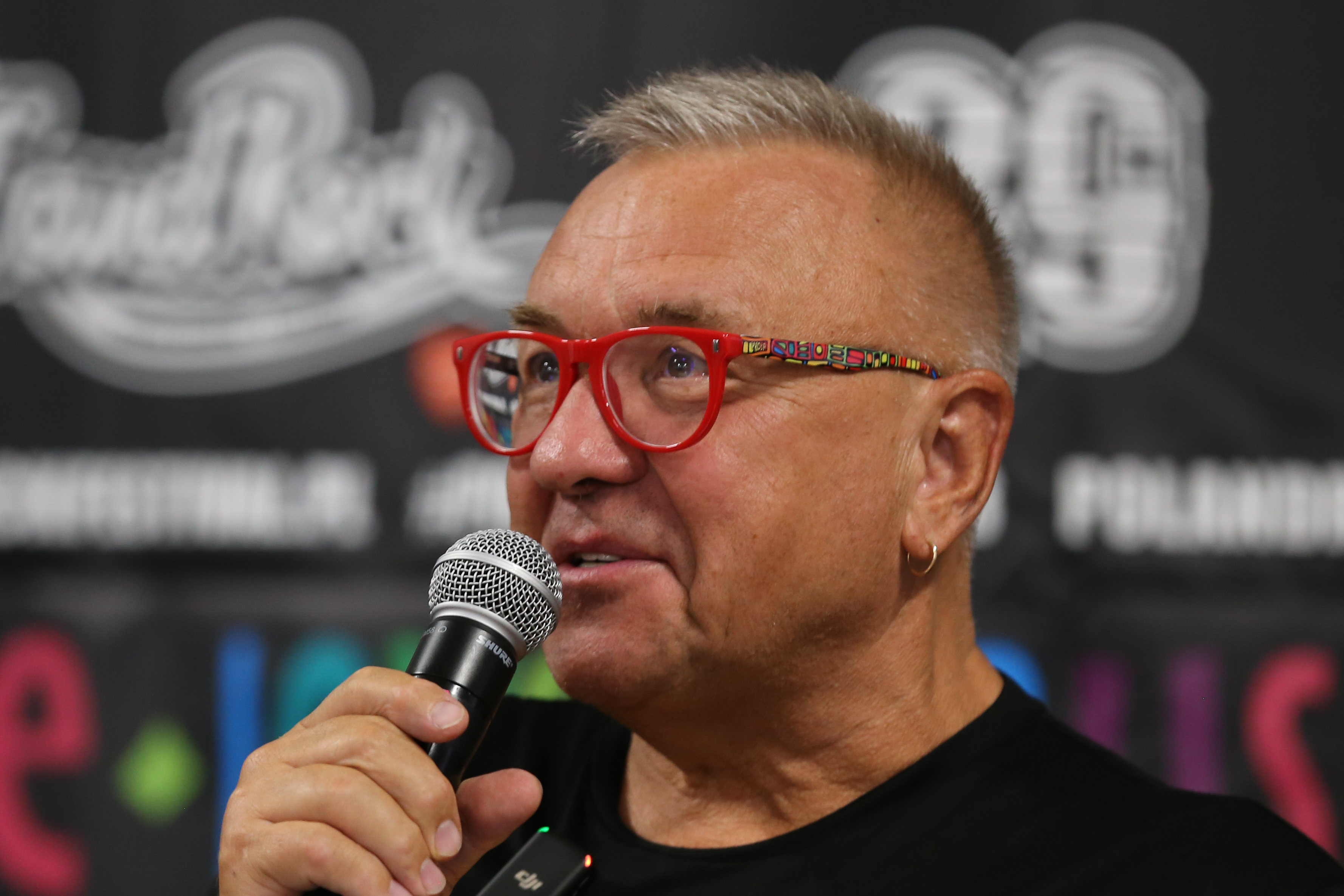
Jerzy Owsiak (2023)

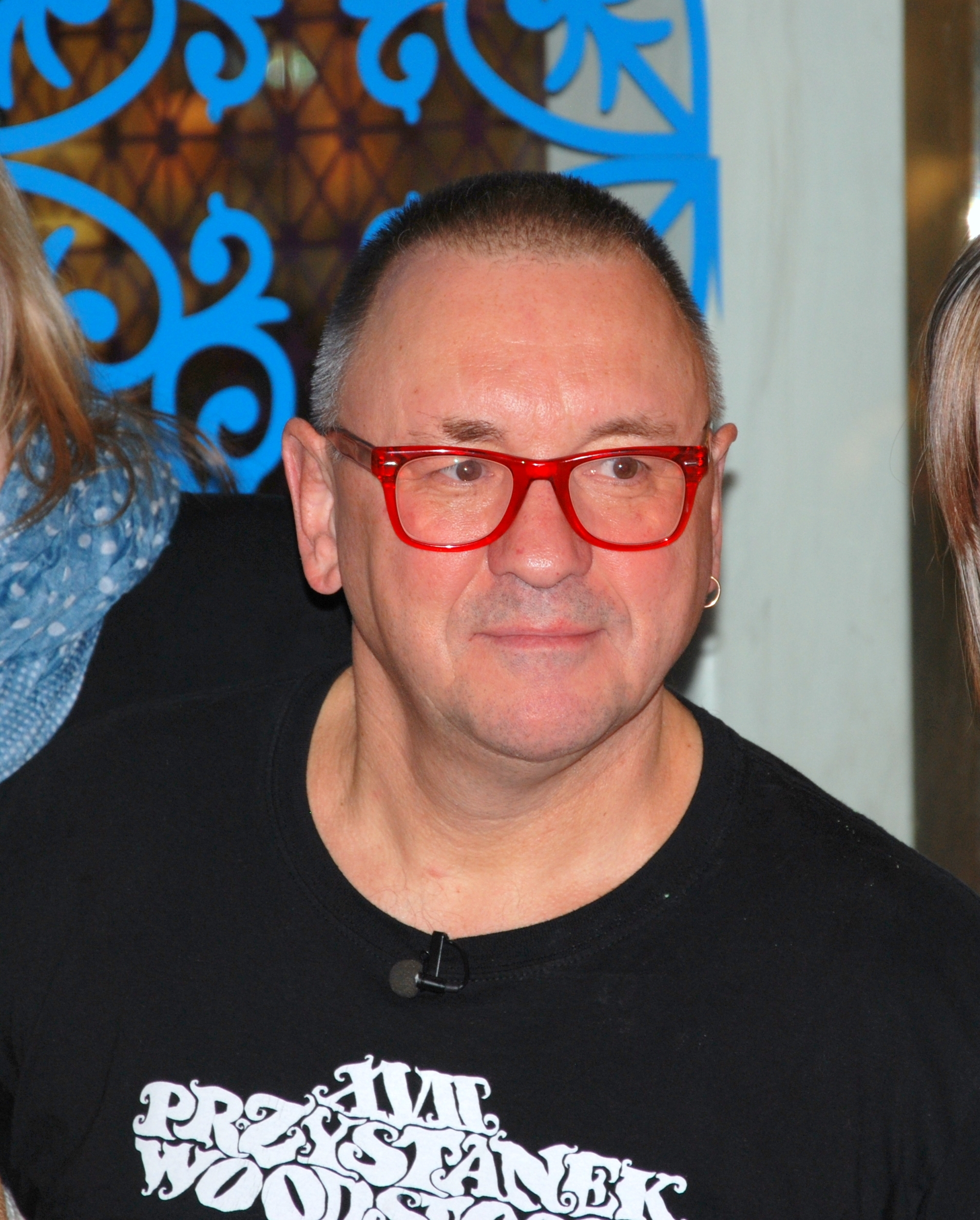
Jerzy Owsiak (2011)

Jerzy Zbigniew „Jurek“ Owsiak (* 6. Oktober 1953 in Danzig, Polen) ist ein polnischer Rundfunkjournalist. Er ist Mitinitiator und Präsident der karitativen Stiftung des jährlich ausgetragenen Großen Orchesters der Weihnachtshilfe (Wielka Orkiestra Świątecznej Pomocy, WOŚP), der populärsten Benefizveranstaltung in Polen.

## Leben
Owsiak ist der Sohn eines ehemaligen Milizionärs. Sein Abitur legte er an einem Wirtschaftsgymnasium in Warschau ab und erlernte anschließend den Beruf des Glasmalers, nachdem er für ein Studium an der Akademie der Bildenden Künste Warschau abgelehnt worden war.
Laut eigener Aussage verbrachte Owsiak seine Jugend als Hippie, wodurch er Kontakt zur polnischen Musikerszene erhielt und erstmals bei der Organisation von Konzerten mitwirkte. Noch vor dem politischen Umbruch in Polen, wurde er 1988 Moderator eines experimentellen Radiosenders und beantwortete während einer eigenen Rocksendung Sorgenbriefe von Jugendlichen. In den Folgejahren moderierte er unter anderem für Polskie Radio 3, RMF FM und TVP2.
An Weihnachten 1992 thematisierte Owsiak in einer seiner Rocksendungen den Notstand eines polnischen Kinder-Herz-Zentrums, dem dringend notwendige Geräte für die Behandlung und Versorgung von Neugeborenen fehlten und fragte, was man dagegen tun könne. Daraufhin entstand das Große Orchester der Weihnachtshilfe (Wielka Orkiestra Świątecznej Pomocy, WOŚP), das 1993 amtlich als Stiftung registriert wurde.
Die Stiftung des WOŚP gilt mit mehr als 120.000 ehrenamtlichen Helfern als größte nichtstaatliche Organisation Polens. Sie veranstaltet jährlich von Dezember bis Januar landesweite Spendensammlungen. Mit dem Geld werden öffentliche Krankenhäuser mit moderner Technik etwa für Kinderheilkunde ausgestattet. Außerdem engagiert sich die Stiftung für Erste-Hilfe-Ausbildungen hilft auch mit anderen karitativen Aktionen, medizinische Notstände zu beseitigen. Als Dankeschön für die ehrenamtlichen Helfer organisiert Owsiak seit 1995 jährlich ein Rockfestival, seit 2004 im deutsch-polnischen Grenzgebiet bei Küstrin, knapp 50 Kilometer nördlich von Frankfurt an der Oder. Das Rockfestival mit dem Namen Pol'and'Rock (ehemals Haltestelle Woodstock) ist das größte kostenfreie Open-Air-Festival in Europa. Auch deutsche Musikgruppen, wie Die Toten Hosen konnten bereits für die Veranstaltung gewonnen werden. Die Musiker treten für eine Gage von 25 Euro auf.
Owsiak zählt zu den populärsten Personen Polens. Wegen seiner liberalen Ansichten und des Mottos „macht, was Ihr wollt und habt Spaß“, wird er von konservativen Politikern und einem Teil des katholischen Klerus stark kritisiert.
Zwischen 2007 und 2010 führte Owsiak kurzzeitig mit O.TV einen eigenen Fernsehsender.
Am 14. Januar 2019 gab Owsiak seinen Rücktritt als Präsident der Stiftung des WOŚP bekannt. Anlass war der Mord an Paweł Adamowicz während einer WOŚP-Abschlussveranstaltung in Danzig, als Grund nannte er überdies den Hass anderer Leute, den er selbst seit 25 Jahren erfahren müsse. Aufgrund zahlreicher Bitten, auch seitens der Ehefrau des Verstorbenen, zog Owsiak seine Rücktrittserklärung fünf Tage später zurück.